# .mu
.muは国別コードトップレベルドメイン（ccTLD）の一つで、モーリシャスに割り当てられている。運営はMauritius Network Information Centreが行っている。音楽(.music)や博物館(.museum)用のトップレベルドメインとして販売もされている。
実際に、多くの音楽グループが.muのドメインを用い始めている。その中にはミューズ(muse.mu)やアスリート(athlete.mu)、ローン・スター(lonestar.mu)等の有名なバンドもある。
.muドメインは2007年に体制の変更が行われ、Internet Direct Ltd.からInformation and Communication Technologies Authorityに支援が移行した。

## セカンドレベルドメイン
- .com.mu - 商業組織
- .net.mu - ネットワーク
- .org.mu - 非営利組織
- .gov.mu - 政府組織
- .ac.mu - 学術組織
- .co.mu - 商業組織（現在は新規登録できない）
- .or.mu - 非営利組織（現在は新規登録できない）